# Dar Bach Hamba
Dar Bach Hamba est un palais de la médina de Tunis (Tunisie).
Considéré comme l'un des plus beaux palais de la ville, Dar Bach Hamba est une demeure bourgeoise dont peu de sources relatent l'histoire. Même l'examen des éléments architecturaux, parce que sujets à des changements au cours de l'histoire, ne peut fournir des renseignements sur son historique. Celui-ci semble avoir été construit au XVIIe siècle.

## Historique

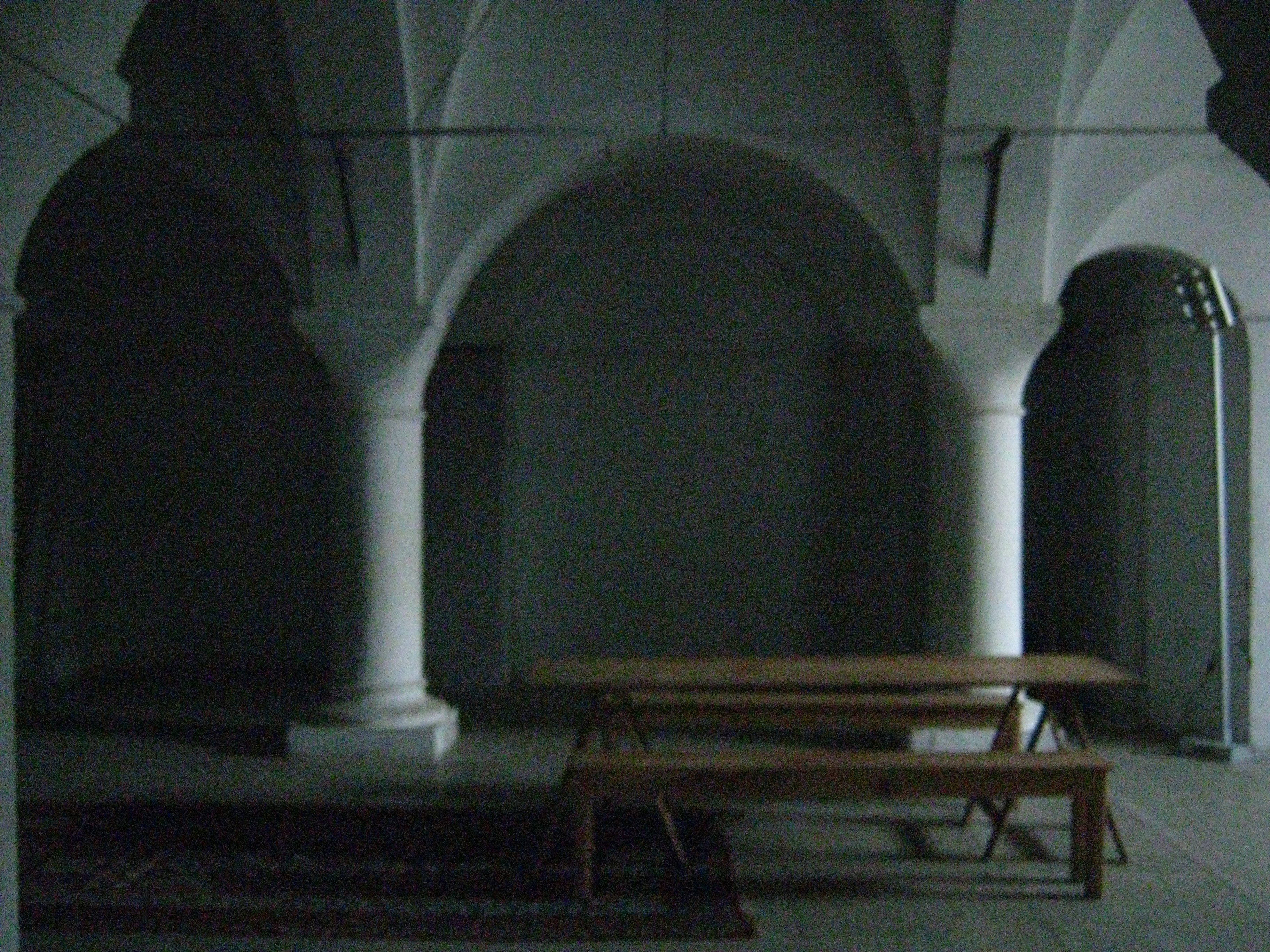
Ancienne chapelle.

On attribue sa fondation à la famille Rassa (originaire de Tlemcen et installée à Tunis depuis l'époque hafside). La propriété passe ensuite aux mains de la famille Naccache au XVIIIe siècle puis de la famille Bach Hamba en 1789.
C'est El Haj Ahmed Bach Hamba qui acquiert, sous le règne d'Hammouda Pacha, la demeure qui en garde son nom jusqu'à nos jours en dépit du fait qu'elle devient plus tard une propriété de la congrégation catholique de Notre-Dame de l'Espérance à la suite d'un achat effectué au profit des franciscaines missionnaires de Marie. Ces dernières en font un dispensaire et l'un des établissements scolaires de la ville de Tunis sous le protectorat français.
C'est donc toute l'histoire moderne de la ville de Tunis que cette demeure résume par ses changements successifs de propriétaires : elle connaît les transformations caractéristiques du XIXe siècle qui contribuent sans doute au renouvellement architectural, religieux et civil de la ville. Au début du règne de la dynastie des Husseinites, le quartier (au sud de la médina) est l'objet de soins particuliers prodigués par les premiers successeurs de Hussein Ier Bey. Ces derniers participent à l'essor urbain avant que n'interviennent toutes les difficultés connues par la régence au contact du modernisme du XIXe siècle.
Le 21 janvier 2021, un arrêté en fait un monument classé.

## Architecture
Demeure d'artisans (du XVIIe siècle au début du XVIIIe siècle), elle appartient aux demeures de rang supérieur, celles des bourgeois et hauts dignitaires de l'État, comptant comme annexe une maison (Dar Ben Bakir) et se dotant d'une tourba située une rue plus loin (Sidi Tijani).
D'un plan classique à l'instar de Dar Lasram, Dar Ben Hassine ou Dar Ben Abdallah avec, au milieu de la demeure, un patio sur lequel s'ouvrent quatre chambres de chaque côté, Dar Bach Hamba se distingue par l'existence de deux portiques au nord et à l'est de ce patio alors que les demeures de la médina ont ordinairement des portiques face à face. Les plafonds des quatre chambres, désormais restaurés, étaient peints en bleu, cachant en réalité des plafonds richement colorés avec des motifs italianisants. L'une des dépendances a été transformée en chapelle à partir de 1932.

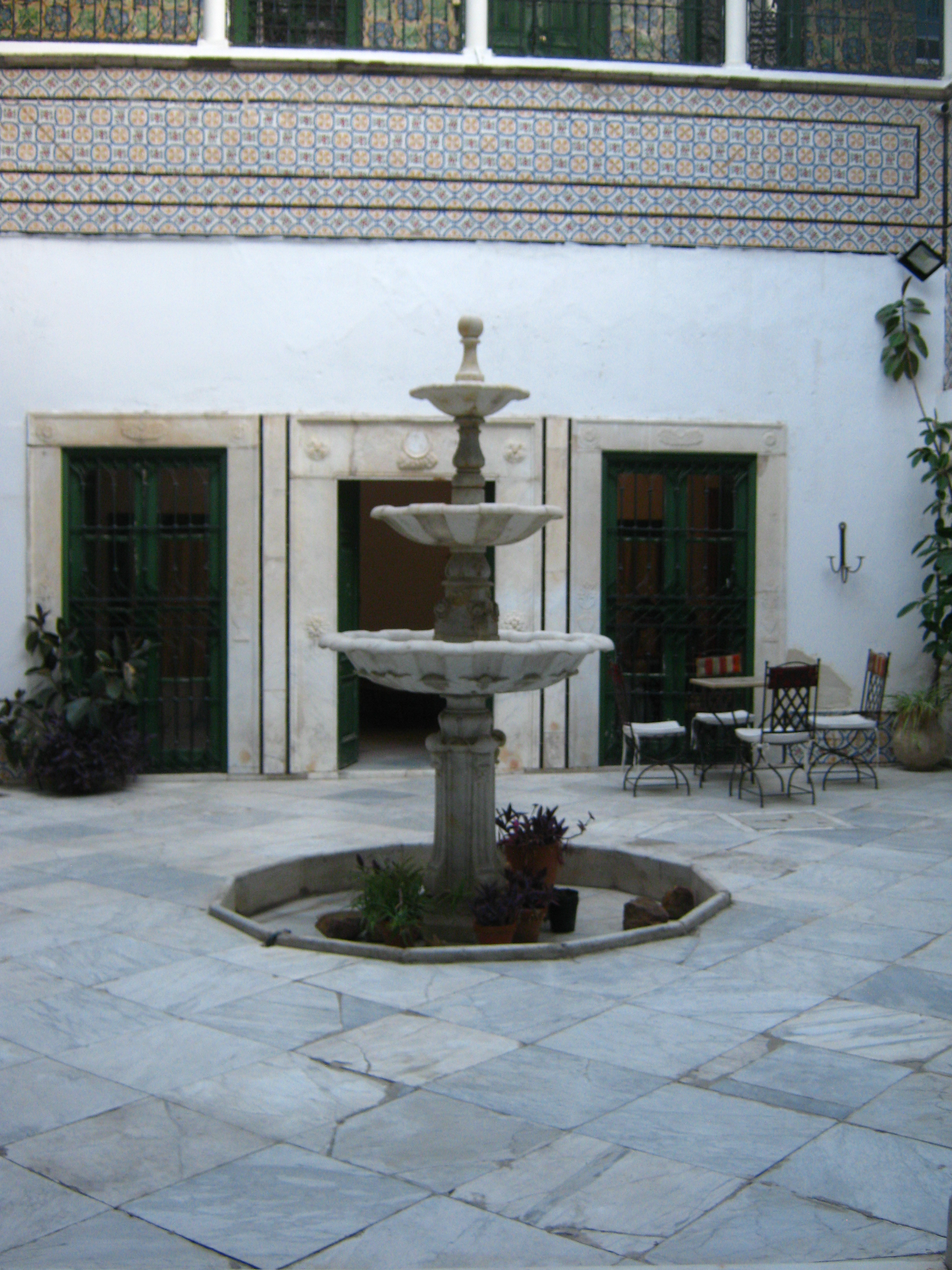
Fontaine dans le patio.
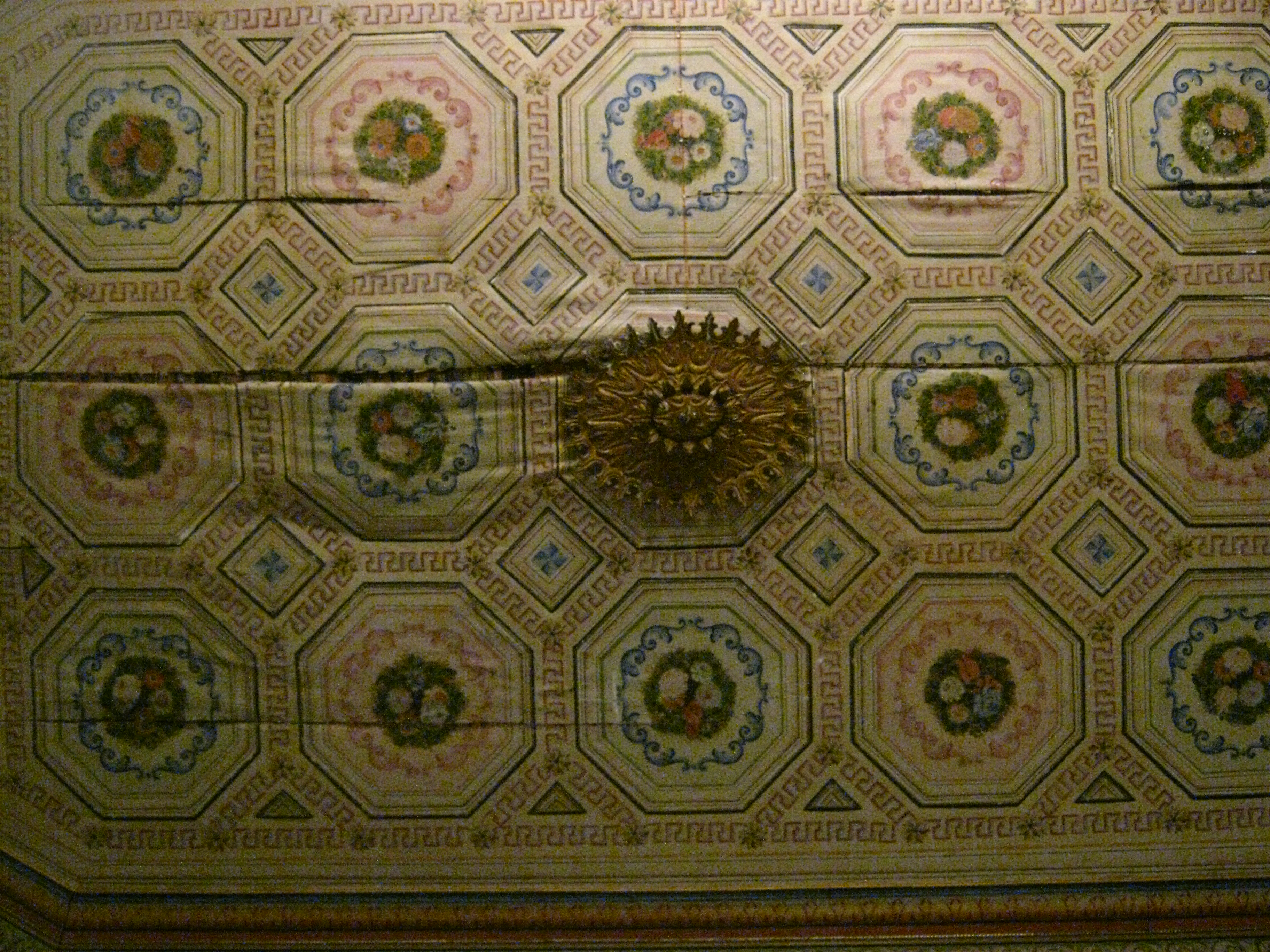
Plafond en bois peint.
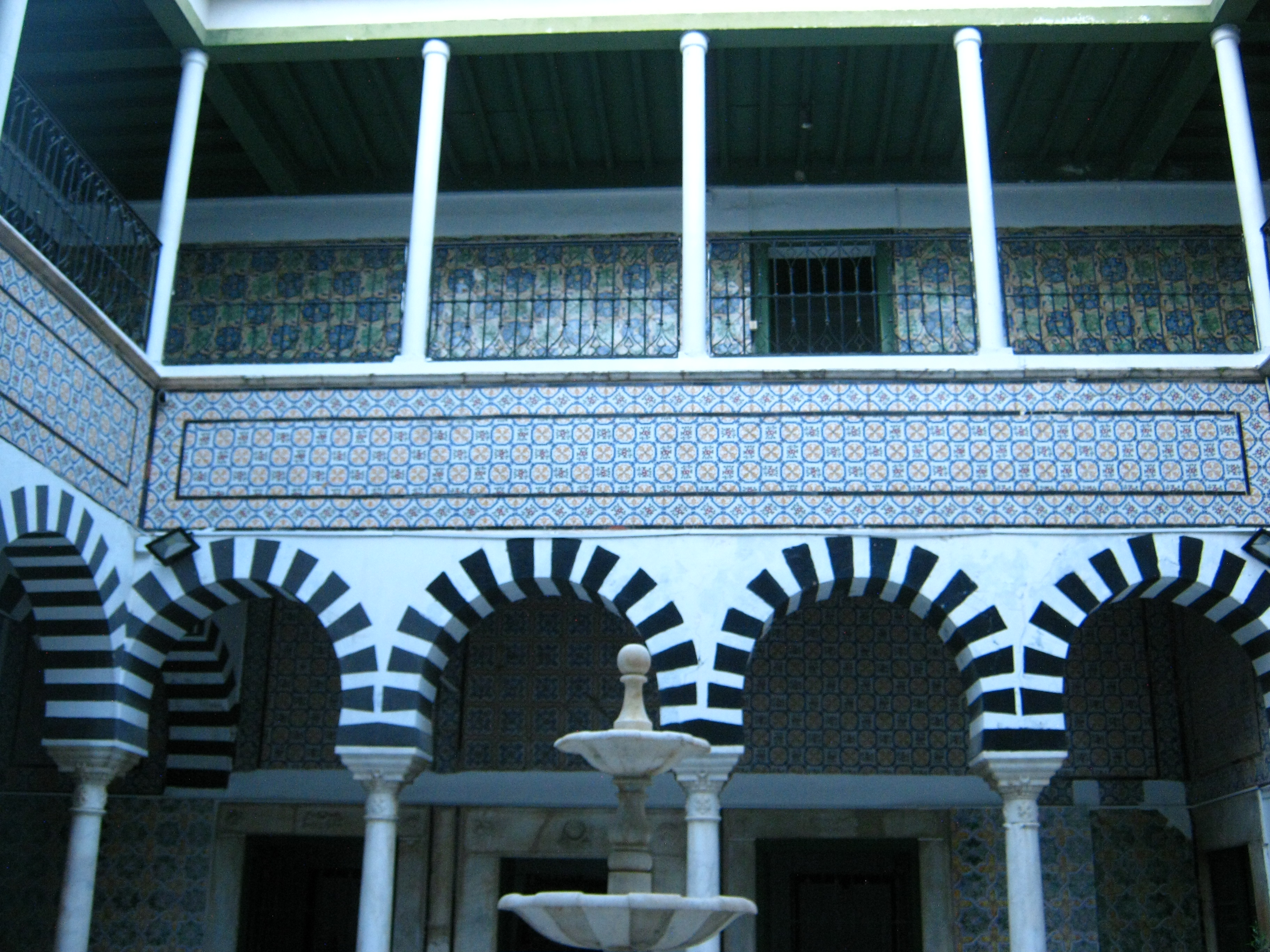
Patio de la demeure.
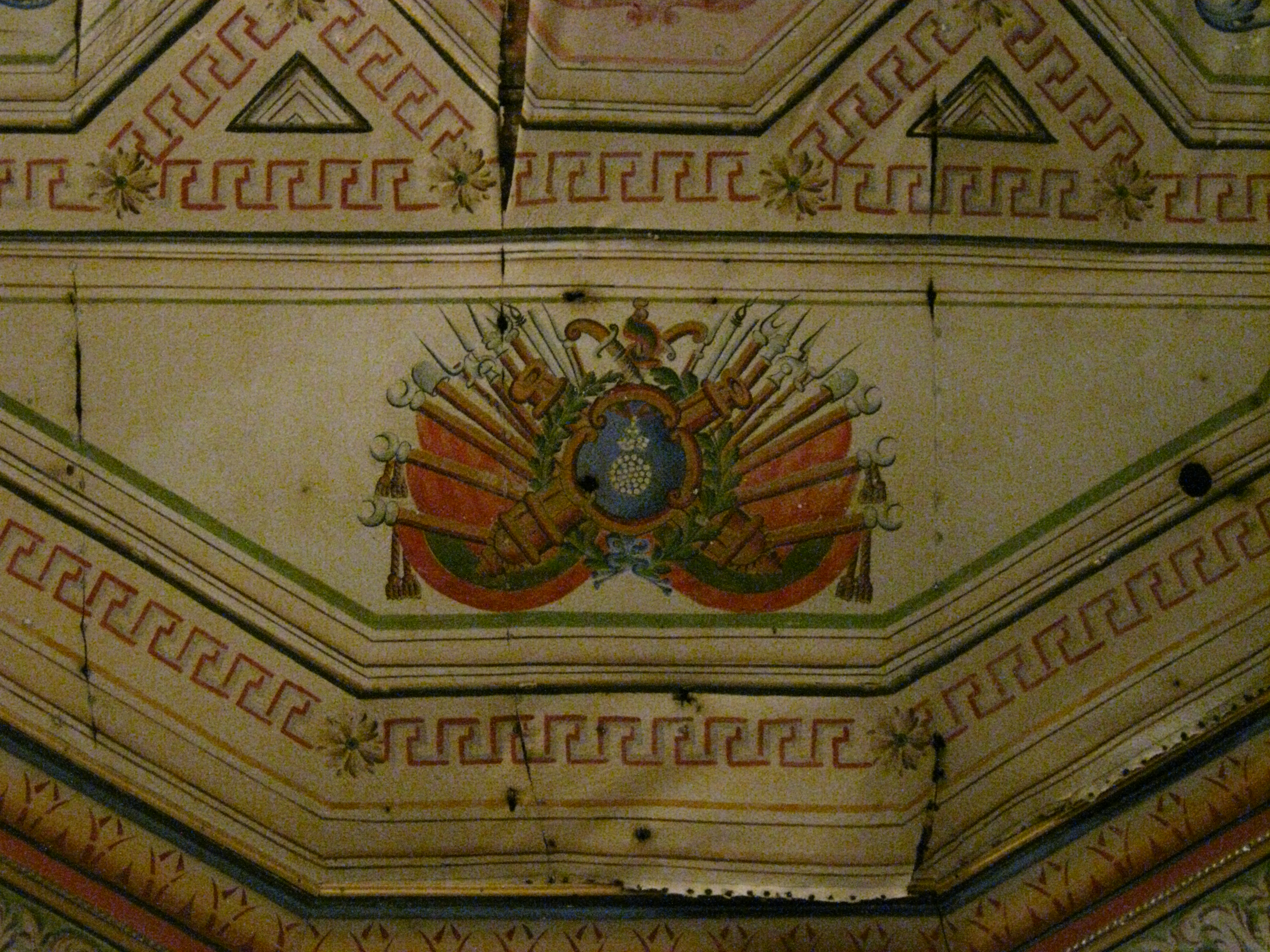
Armoiries beylicales.

## Activités

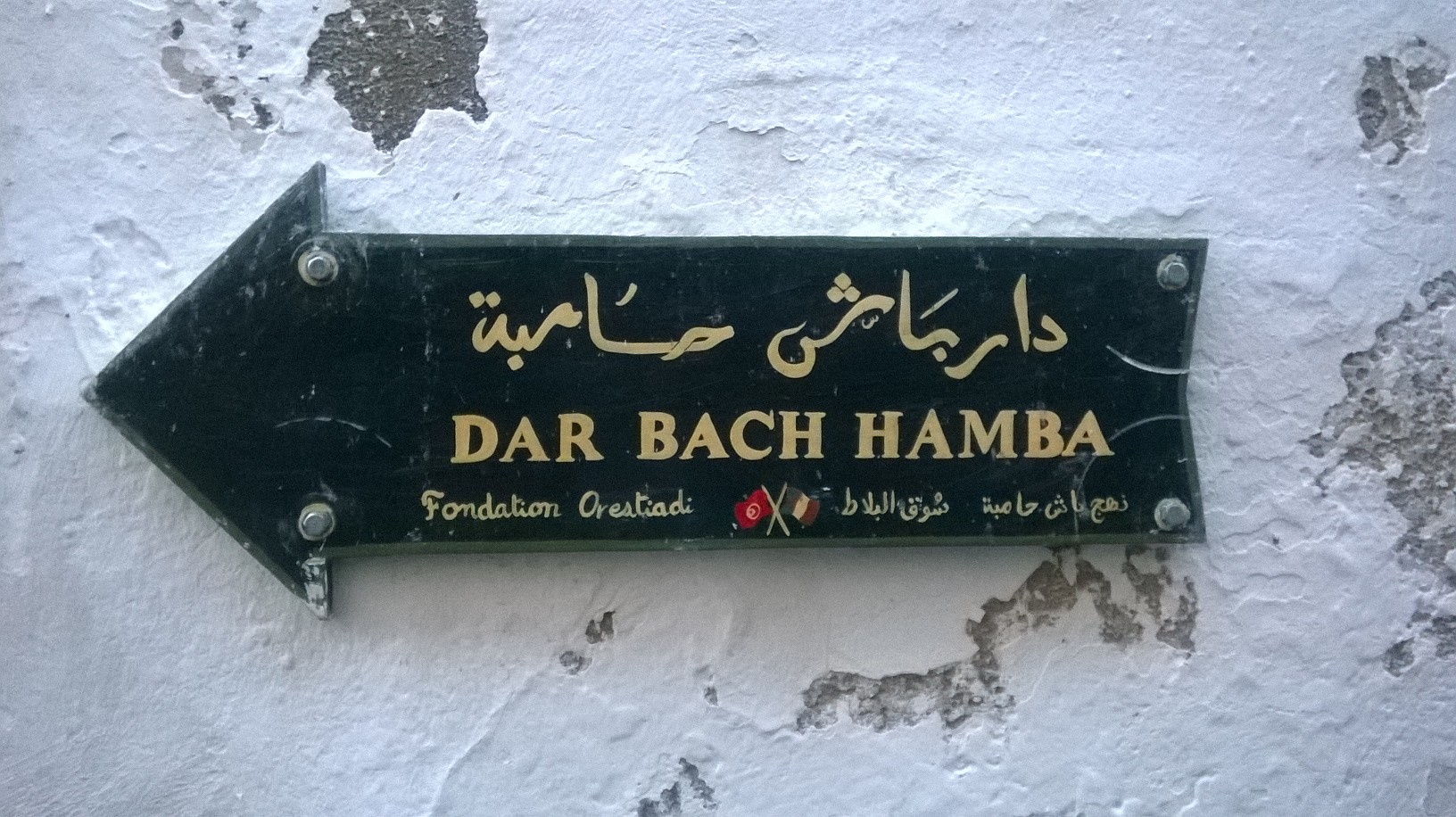
Panneau indiquant le palais et la Fondation Orestiadi.

Le palais abrite jusqu'en 2015 le siège de la Fondation Orestiadi et une exposition permanente de costumes, terres cuites et autres stucs provenant de divers pays méditerranéens. Le parcours de cette exposition est inspiré du modèle adopté par le Museo delle Trame Mediterranee, dont le siège est à Gibellina (Sicile) et où, à travers la confrontation entre les objets provenant de divers pays du bassin méditerranéen, on met en évidence les traits communs entre ses cultures et ses peuples.
Depuis juillet 2015 s'y trouve le siège de l'association L'Art Rue qui développe des projets artistiques citoyens en articulation avec le territoire. Au sein du palais sont organisés des ateliers d'éveil artistique pour les enfants du quartier, des résidences d'artistes, des colloques, des concerts et la biennale d'art contemporain dans l'espace public, Dream City.